# John Summers (Eiskunstläufer)
John F. Summers (* 4. April 1957 in Bethesda, Maryland) ist ein ehemaliger US-amerikanischer Eiskunstläufer.
Summers trat als Eistänzer mit Stacey Smith an. Nachdem sie bei den nationalen Eiskunstlaufmeisterschaften 1977 als Viertplatzierte das Podest verpassten, wurden sie in den drei darauffolgenden Jahren Titelgewinner. Zusätzlich traten sie bei den Weltmeisterschaften 1978, 1979 und 1980 an. Sie erreichten dabei zweimal den 9. Platz und wurden im letzten Jahr Achte. Summers und Smith hatten sich ebenso für die Olympischen Winterspiele 1980 in Lake Placid qualifiziert. Den Eistanzwettbewerb beendeten sie auf Rang 9.
Nach dieser Saison wechselten Summers und Smith ins Profilager, wo sie 1981 Profi-Weltmeister wurden und noch über ein Jahrzehnt lang zusammen antraten.